# Convento de Aguas Vivas

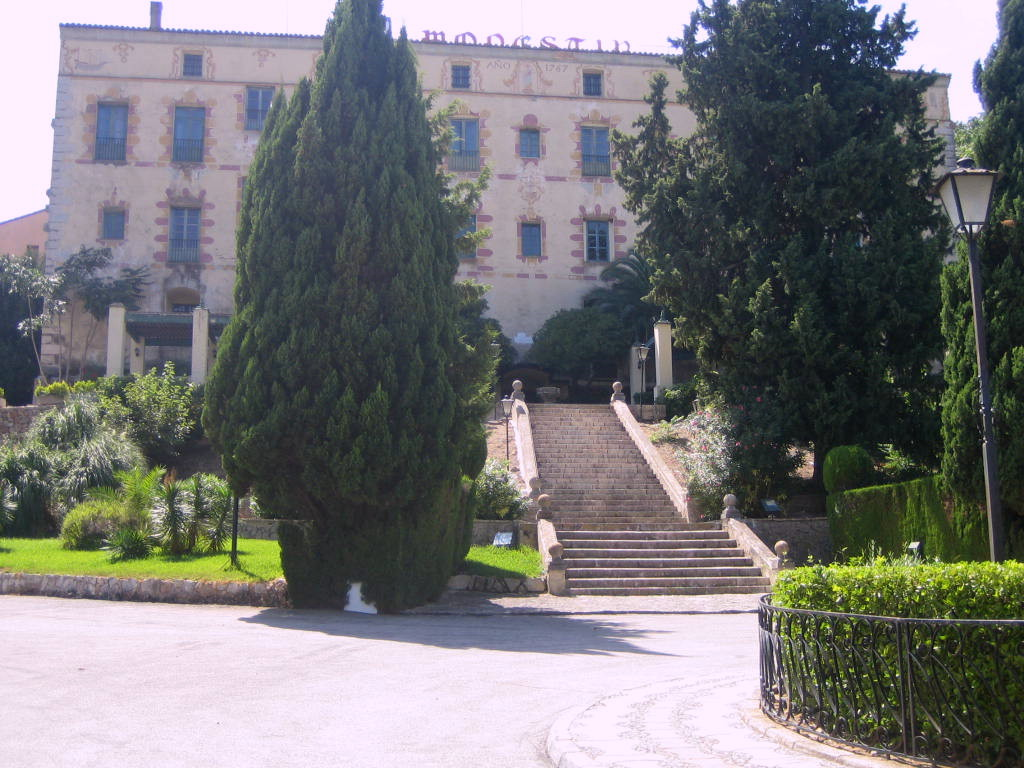
Fachada Este del Convento de Aguas Vivas.

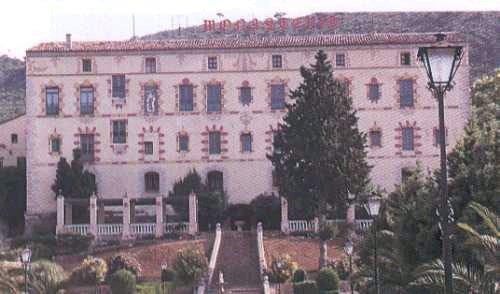
Monasterio de Aigües Vives

El Convento de Aguas Vivas (llamado en valenciano Convent d'Aigües Vives), también conocido como Real Monasterio de Santa María de Aguas Vivas (Reial Monestir de Santa Maria d'Aigües Vives) está situado en la entidad menor valenciana de La Barraca de Aguas Vivas; España. Es un edificio religioso cuyos orígenes se remontan al siglo XIII.

## Historia
El actual edificio fue construido durante los siglos XVI y XVII con estilos gótico valenciano y barroco, si bien el ala norte fue concluida en el siglo XVIII. 
El monasterio perteneció a la orden de los agustinos, custodiaba la imagen de la Virgen de Aguas Vivas, patrona de la ciudad de Carcagente (Valencia).
A mediados del siglo XIX a consecuencia de la desamortización de Mendizábal, los monjes tuvieron que abandonar el convento, que pasó a ser propiedad de los barones de Casanova, destinándose a vivienda rural. En 1977 el monasterio fue adquirido y reformado para destinarlo a hotel residencia por D.Antonio Vidal Bellver (fotógrafo y empresario de Carcaigente). En la actualidad es propiedad de un conocido empresario hostelero gandiense.

## Arquitectura
A lo largo de los siglos XVI y XVII se configura la estructura monumental actual del convento. Francisco Colom, artífice valenciano, dirigió en 1597 una ampliación del cenobio, particularmente del claustro. Nuevas obras se datan en 1633, siendo en 1695, cuando se traza y alza la nueva iglesia con trasagrario, sacristía, retablo mayor y torre campanario, dorándose algunos altares. 
El edificio se articula alrededor del claustro al cual recaen la iglesia al sur, el conjunto de la granja al Norte y el gran cuerpo rectangular de cinco plantas que domina el conjunto, recae a la carretera de Alcira a Tabernes de Valldigna al Este. Al Oeste recaen la torre campanario, la iglesia, el portalón de acceso al claustro y las edificaciones de la granja. 
El claustro de reducidas proporciones es rico en talla y decorados con pinturas al fresco. En el centro hay una cisterna. A la izquierda del claustro está el refectorio, y paralelamente al mismo, la cocina. 
La torre campanario muestra un largo cuerpo vertical, con el único aditamento de un reloj solar. Una doble y escueta moldura da paso al cuerpo de campanas con ventanas verticales con arco de medio punto. La cubierta a cuatro aguas de teja árabe se remata con veleta de hierro. 
La fachada de la iglesia acusa el tejado a dos aguas de la misma así como las vertientes de las cubiertas de los contrafuertes. La puerta de acceso es adintelada con un paño de cerámica representando a Nuestra Señora de Aguas Vivas. La fachada del claustro enmarca un portalón de arco rebajado con escudo nobiliario, flanqueado por sendas ventanas rectangulares. En la planta superior sobresalen un balcón y dos ventanales. Adosados a estos cuerpos se encuentra un cuerpo de varias dependencias destinadas a la granja con estructuras de distintas épocas. 
La fachada Este correspondiente al gran cuerpo que domina espacialmente el conjunto, presenta una amplia verticalidad. Una prolongada escalinata de acceso, remonta al alto terraplén. En éste pétreo pódium hace de contrafuerte y cimenta y refuerza la estructura de la obra. Sobre el pódium se abren seis ventanales, con simulación pictórica de sillares en dinteles y machones. El último cuerpo, rematado por una cornisa cobija varias pinturas, entre ellas flanqueada por la inscripción año 1767, la Virgen de Aguas Vivas. Entre ventanales se muestran elementos pictóricos ornamentales. La cubierta es a una vertiente y de teja árabe. 
A la fachada Sur recae la torre campanario, la nave lateral del templo y una edificación adosada, la primitiva sacristía y el flanco del cuerpo recayente a la fachada este. La fachada norte corresponde a las distintas edificaciones de la casa de labor. 
La iglesia es de una nave y en ella hay además del altar seis capillas laterales. El presbiterio tiene dos puertas, una que da acceso al claustro y otra que comunicaba a la antigua sacristía convertida en lagar. La iglesia tiene coro alto con barandilla semicircular y sillería de dos épocas: siglo XV, gótica y otra plateresca. La bóveda del templo es de cañón.